# Сцепное (Липецкая область)
Сцепное — село в Задонском районе Липецкой области России. Входит в состав Ольшанского сельсовета.

## История
Сцепное было основано в конце XVII века мелкими служивыми людьми. В 1746 году в селе имелось 66 дворов. По одной из версий, топоним происходит от случившегося некогда соединения («сцепления») двух поселений, давшего начало селу. 
В XIX веке, вместе с селом Верхняя Колыбелька и деревнями Дегтевое и Соловьёвка, входило в имение отставного майора А. В. Соловьёва.
До 1923 года село территориально входило в состав Землянского уезда Воронежской губернии.

## Географическое положение
Село расположено на Среднерусской возвышенности, в южной части Липецкой области, в южной части Задонского района, к югу от реки Снова. Расстояние до районного центра (города Задонска) — 14 км. Абсолютная высота — 156 метров над уровнем моря. Ближайшие населённые пункты — село Дегтевое, деревня Гудовка, село Балахна, деревня Мухино, деревня Засновка, деревня Писаревка, деревня Соловьевка, село Верхняя Колыбелька, село Ольшанец, село Ксизово, посёлок Освобождение.

## Население
| 1859 | 1897  | 2010 |
| ---- | ----- | ---- |
| 1503 | ↗2012 | ↘210 |

По данным Всероссийской переписи, в 2010 году численность населения села составляла 210 человек (101 мужчина и 109 женщин).

## Улицы
Уличная сеть села состоит из 7 улиц.

## Достопримечательности
В Сцепном расположена полуразрушенная православная церковь Космы и Дамиана. Деревянный храм был возведён в 1760 году, а в 1790 году был перестроен в камне. В 1869 году устроен придел Успения Божией Матери с правой стороны. В середине 1880-х годов в храме было 1020 прихожан.
Возле церкви сохранились остатки старого церковного кладбища, на котором был похоронен участник Наполеоновских войн генерал-майор Лука Алексеевич Денисьев.

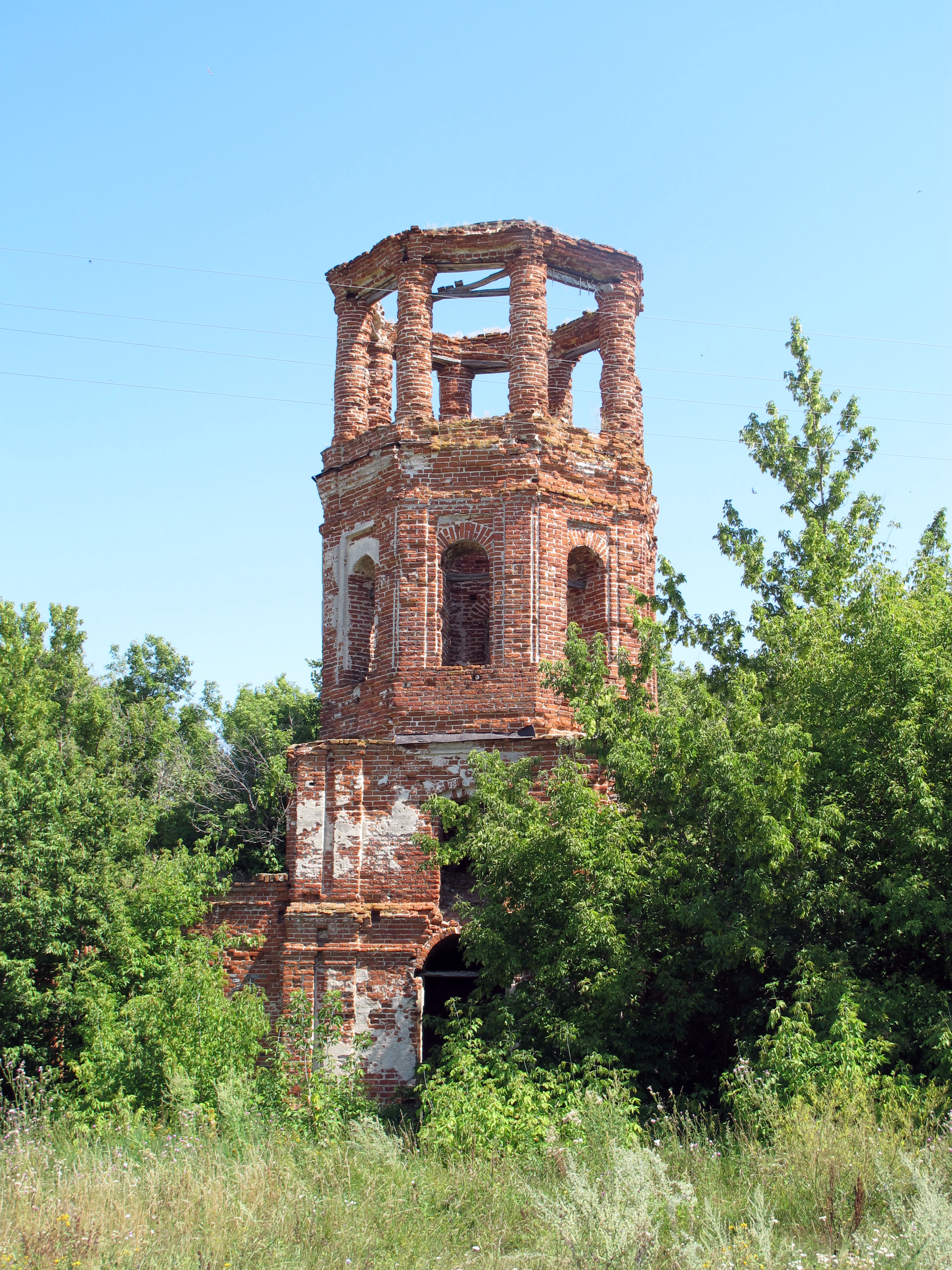
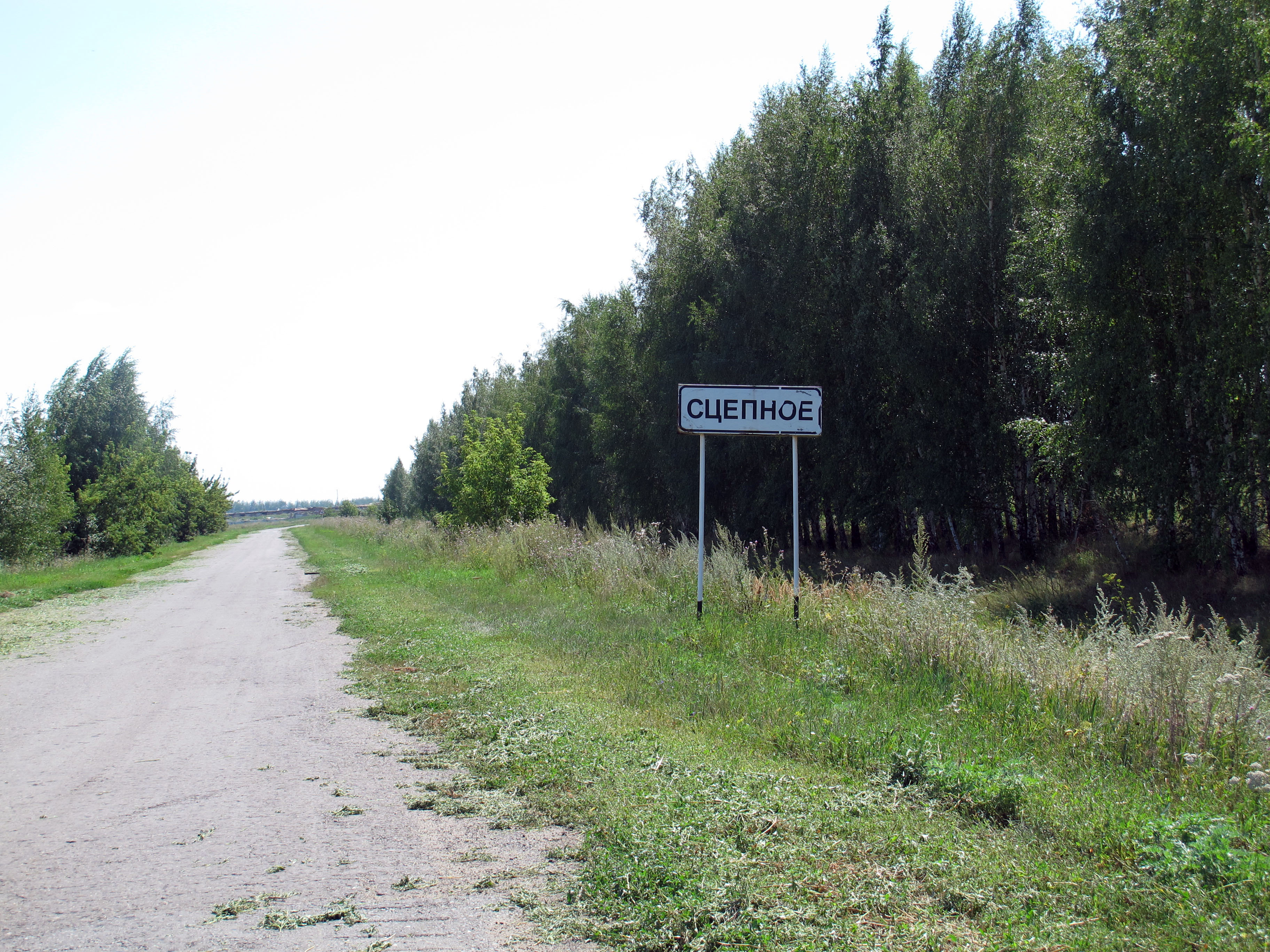
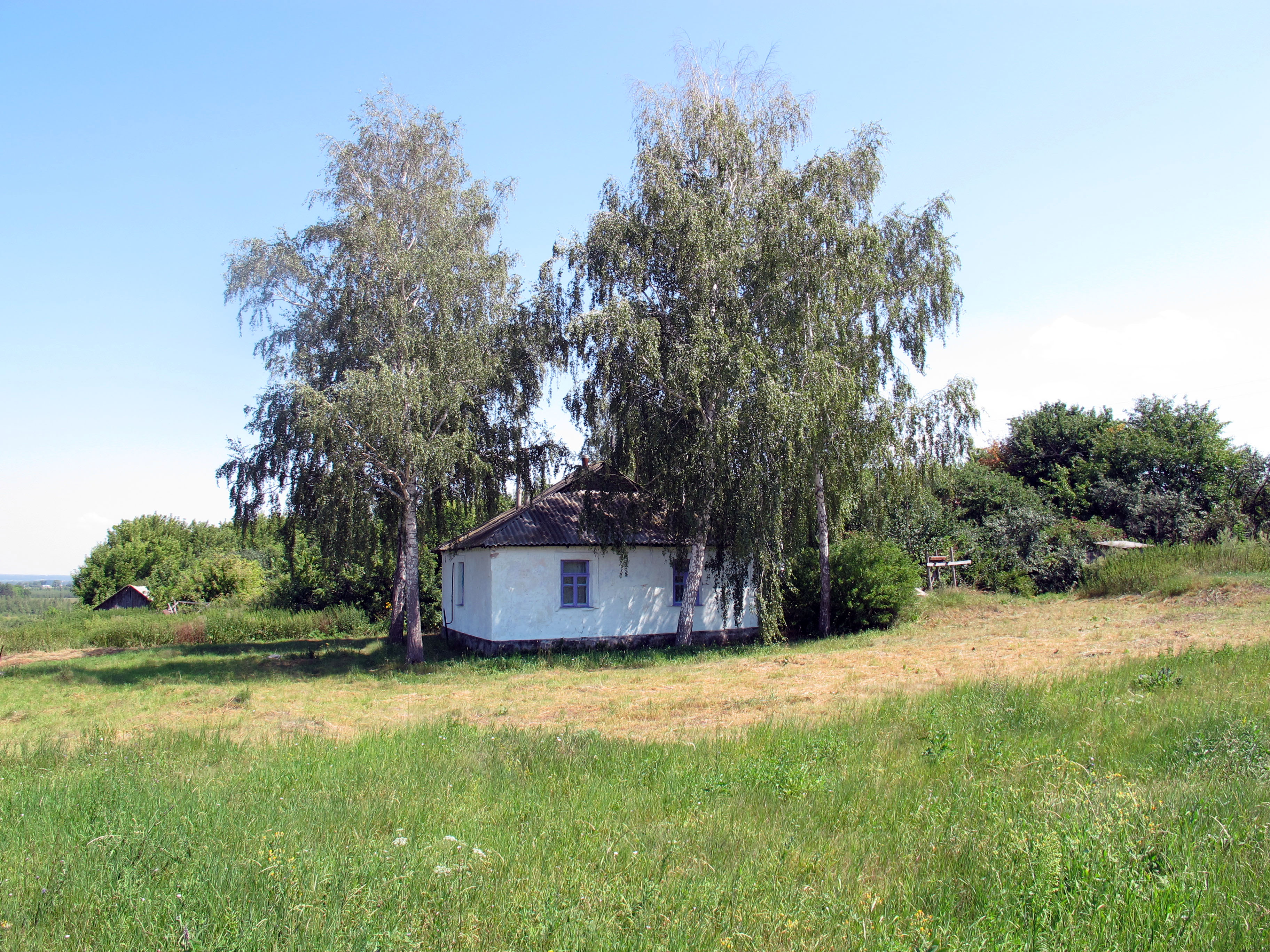
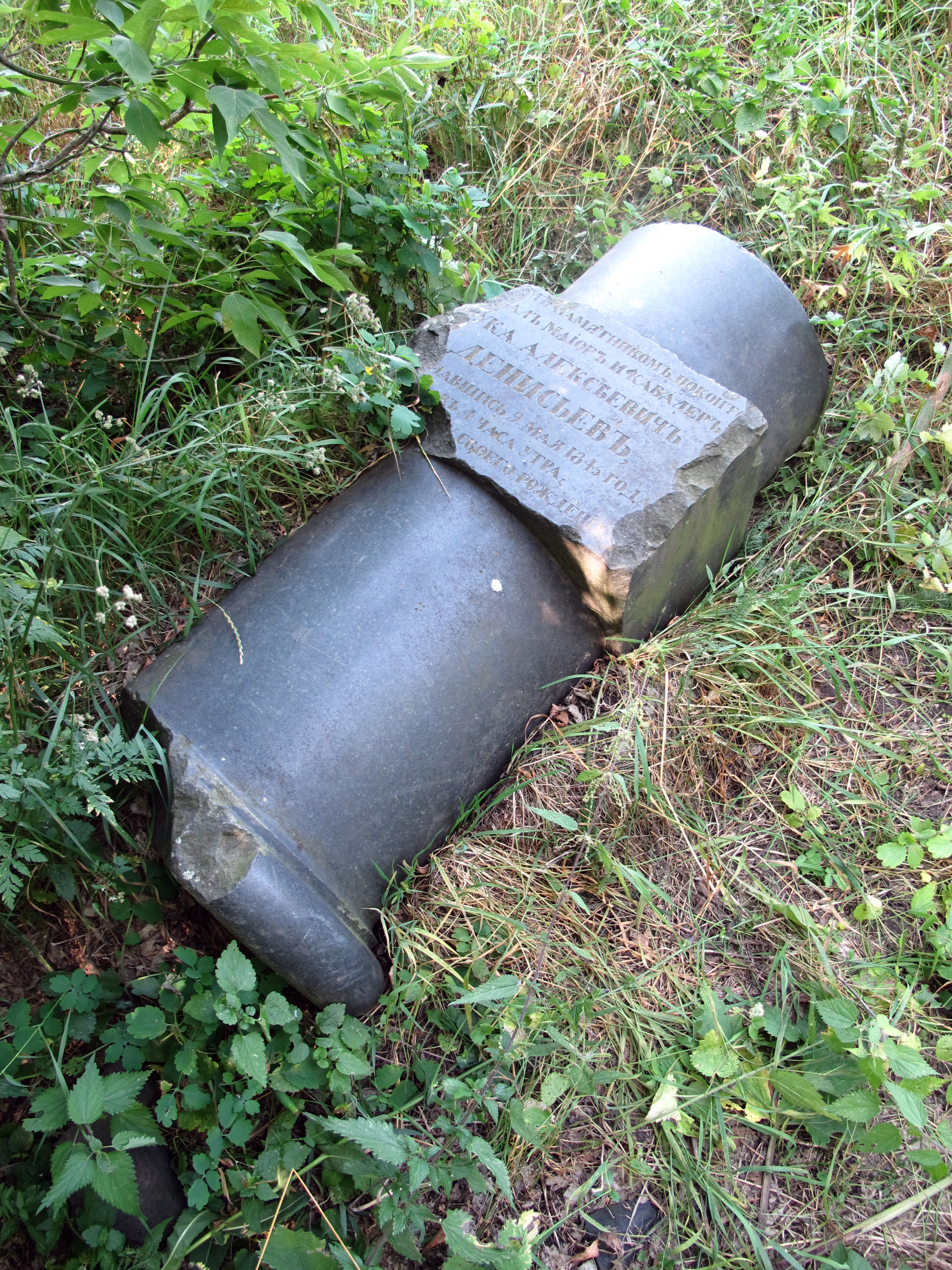